# Ça s'est passé comme ça
Ça s'est passé comme ça (What Happened) est un livre américain écrit par Hillary Rodham Clinton qui raconte son parcours en tant que candidate du Parti démocrate à la présidence des États-Unis aux élections de 2016,. 
Publiée le 12 septembre 2017 aux États-Unis et huit jours plus tard en France, cette autobiographie constitue le septième ouvrage de l'auteure avec l'éditeur Simon & Schuster. La version traduite en français a été éditée chez Fayard,.

## Contenu
Hillary Clinton chronique sa campagne présidentielle de 2016. La couverture en reprend l'identité visuelle.
Clinton considère que sa défaite est due à la réouverture de l'enquête des mails par James Comey, l'ingérence russe, la couverture médiatique, la non-participation de Barack Obama, la concurrence de Bernie Sanders, le sexisme mais aussi elle-même à travers ses déclarations sur les « déplorables », en parlant de la moitié des supporters de Donald Trump, ou sa mauvaise évaluation du ressentiment dû à la crise économique de 2008.

## Tournée littéraire
Hillary Clinton entame une tournée littéraire en Amérique du Nord le 18 septembre 2017. Des apparitions sont prévues à Washington, en Californie, au Michigan, en Illinois, au Wisconsin, en Floride, en Géorgie, au Massachusetts, en Pennsylvanie et en Oregon, ainsi qu'à Toronto, à Vancouver et à Montréal, jusqu'en décembre 2017.